# The Four Brasil
The Four Brasil foi um talent show brasileiro produzido pela Endemol Shine e exibido pela RecordTV. Foi a versão brasileira do programa estadunidense The Four: Battle for Stardom, apresentado pela cantora Fergie na FOX. Estreou no dia 6 de fevereiro de 2019, com exibição nas noites de quarta-feira, sob apresentação de Xuxa, reportagens de Beto Marden, direção de Marcelo Amiky e direção-geral de Rodrigo Carelli.

## Formato
Cada competidor sobe ao palco para interpretar uma música e três jurados avaliam a apresentação, dando cada um um anel de uma certa cor ("azul" para um voto representando sim, e "vermelho" para um voto representando não). Três anéis azuis leva-o para a etapa seguinte, porém qualquer anel vermelho já é o suficiente para eliminá-lo. Caso consiga os três anéis azuis, o competidor segue para a segunda etapa na sequência, onde irá desafiar um dos quatro membros do The Four previamente escolhidos pelos jurados. 
O desafiante e o membro do The Four se apresentam, e a plateia do programa decide quem vence a batalha. Caso o novo desafiante seja o vencedor, ele toma a posição em uma das quatro cadeiras e a blinda pelo resto da noite, não podendo ser desafiado, enquanto o antigo dono desta é eliminado. Ao final dos desafios os quatro membros restantes competem entre si, sendo o campeão aquele que conseguir vencer os outros três.

## Produção
Em 20 de setembro de 2018, durante entrevista ao Programa do Porchat, Xuxa revelou que gostaria de ter apresentado o talent show Canta Comigo, porém acreditava que a direção não a ofereceu o programa temendo que ela não quisesse comandar outro formato. Logo após a apresentadora pediu aos executivos da emissora um programa musical próprio, o qual revezaria entre as temporada do Dancing Brasil. Em busca de um formato de sucesso internacional, a direção chegou ao israelense The Final Four, que havia sido bem sucedido nos Estados Unidos sob o nome The Four: Battle for Stardom, apresentado por Fergie na FOX, e se tornado uma franquia.
Em 26 de outubro é anunciada a versão brasileira para a grade da RecordTV em 2019. O produtor musical João Marcello Bôscoli e o cantor sertanejo Leo Chaves, da dupla Victor & Leo, foram anunciados como jurados em 5 de janeiro. Aline Wirley, integrante da girl band Rouge foi anunciada como a terceira jurada em 18 de janeiro.Em 3 de janeiro de 2020, foi anunciado que Paulo Miklos entraria para o time de jurados da segunda temporada, substituindo Leo Chaves.

## Temporadas
| Temporada | Temporada | Exibição original      | Exibição original   |
| Temporada | Temporada | Estreia                | Final               |
| --------- | --------- | ---------------------- | ------------------- |
|           | 1.ª       | 6 de fevereiro de 2019 | 27 de março de 2019 |
|           | 2.ª       | 8 de março de 2020     | 29 de abril de 2020 |

## Equipe

### Apresentação
| Apresentador(a) | Temporadas | Temporadas |
| Apresentador(a) | 1.ª 2019   | 2.ª 2020   |
| --------------- | ---------- | ---------- |
| Xuxa            |            |            |

### Jurados
| Jurado(a)            | Temporadas | Temporadas |
| Jurado(a)            | 1.ª 2019   | 2.ª 2020   |
| -------------------- | ---------- | ---------- |
| Aline Wirley         |            |            |
| João Marcelo Bôscoli |            |            |
| Leo Chaves           |            |            |
| Paulo Miklos         |            |            |

## Vencedores
| Temp. | Ano  | Vencedor(a) | 2.º lugar       | Jurados | Jurados | Jurados |
| Temp. | Ano  | Vencedor(a) | 2.º lugar       | 1       | 2       | 3       |
| ----- | ---- | ----------- | --------------- | ------- | ------- | ------- |
| 1.ª   | 2019 | Ivan Lima   | Vivian Lemos    | Aline   | Bôscoli | Leo     |
| 2.ª   | 2020 | Alma Thomas | Lucas Degasperi | Miklos  | Aline   | Bôscoli |

## Audiência
Os dados são providos pelo IBOPE e se referem ao público da Grande São Paulo.
| Temp. | Horário (Brasília) | Estreia                 | Estreia                | Final               | Final                  | Ano  | Média geral |
| Temp. | Horário (Brasília) | Data                    | Domicílios (em pontos) | Data                | Domicílios (em pontos) | Ano  | Média geral |
| ----- | ------------------ | ----------------------- | ---------------------- | ------------------- | ---------------------- | ---- | ----------- |
| 1.ª   | Quarta-feira 22h30 | 6 de fevereiro de 2019  | 7,4                    | 27 de março de 2019 | 6,2                    | 2019 | 6,7         |
| 2.ª   | Quarta-feira 22h45 | 14 de fevereiro de 2020 | 6,4                    |                     |                        | 2020 |             |